# Pseudostichopus profundi
Pseudostichopus profundi is een zeekomkommer uit de familie Synallactidae.
De wetenschappelijke naam van de soort werd in 1949 gepubliceerd door D'yakonov.